# 6 Monocerotis
6 Monocerotis är en gulvit underjätte i Enhörningens stjärnbild.
Stjärnan har visuell magnitud +6,75 och kräver fältkikare för att kunna observeras. 6 Monocerotis befinner sig på ett avstånd av ungefär 1390 ljusår.